# Tongcheng (Xianning)
Der Kreis Tongcheng (chinesisch 通城县, Pinyin Tōngchéng Xiàn) ist ein Kreis, der zum Verwaltungsgebiet der bezirksfreien chinesischen Stadt Xianning in der Provinz Hubei gehört. Der Kreis Tongcheng hat eine Fläche von 1.132 km² und zählt  417.300 Einwohner (Stand: Ende 2019).

## Administrative Gliederung
Auf Gemeindeebene setzt sich der Kreis aus  Großgemeinden und  Gemeinden zusammen, außerdem aus fünf staatlichen Forstzentren (国营林场), einem staatlichen Teezentrum (国营茶场) und zwei staatlichen Landwirtschaftzentren (国营农场). Die Großgemeinden und Gemeinden sind:
- Großgemeinde Juanshui 隽水镇
- Großgemeinde Maishi 麦市镇
- Großgemeinde Beigang 北港镇
- Großgemeinde Wuli 五里镇
- Großgemeinde Magang 马港镇
- Großgemeinde Guandao 关刀镇
- Großgemeinde Shinan 石南镇
- Großgemeinde Tanghu 塘湖镇
- Großgemeinde Shadui 沙堆镇

- Gemeinde Sizhuang 四庄乡
- Gemeinde Daping 大坪乡